# Schloss Kasimir

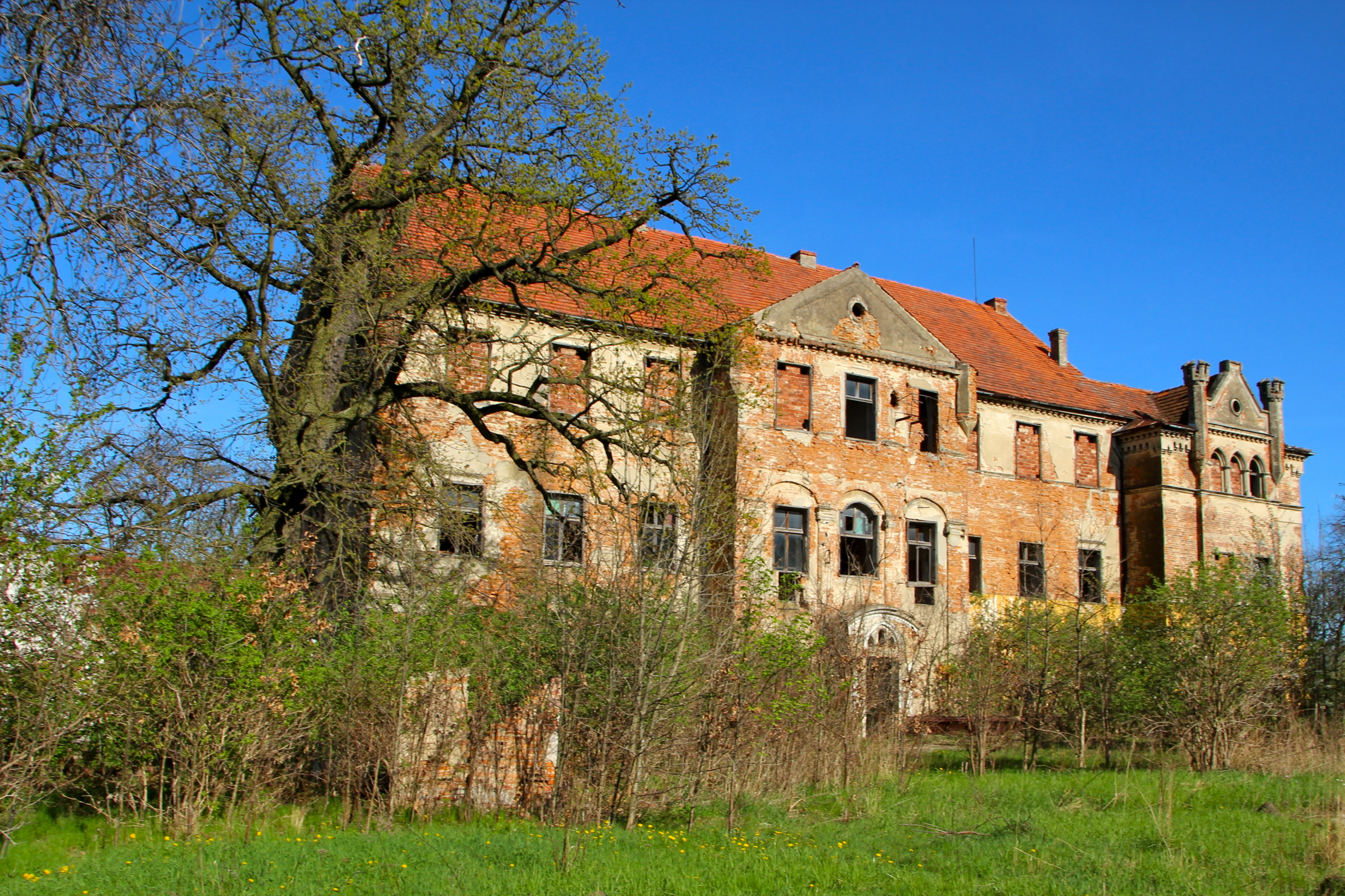
Ruine des Schlosses Kasimir

Das Schloss Kasimir (polnisch Pałac w Kazimierzu) war ehemals eine Propstei und später der Sitz des schlesischen Adelsgeschlechts Prittwitz in Kazimierz. Der Bau ist seit der polnischen Übernahme der Region ruinös.
Der ältere Bauteil, das möglicherweise auf das 16. Jahrhundert zurückgeht, ist ein dreistöckiges Gebäude, das mit einem Satteldach bedeckt ist. Bei einem Umbau im Jahre 1894 wurde an das bestehende Gebäude ein zweiachsiger Südflügel im Stil der Neugotik  angebaut, mit n und Arkadenfriesen. Bemerkenswert sind auch die Wirtschaftsgebäude mit bescheidenem Fassadenschmuck in Form von Gesims- und Pilastergliederungen.
Koordinaten: 50° 17′ 37,4″ N, 17° 53′ 47,1″ O